# Janick Gers
Janick Robert Gers (Hartlepool, 1957. január 27. –) gitáros, 1990 óta az Iron Maiden brit heavy metal együttes tagja. Apja, Bolesław, a lengyel haditengerészetnél dolgozott.

## Pályafutása
Gers elsőként a White Spirit nevű együttesben szerepelt, mielőtt a Gillanhez csatlakozott volna, amelyet a Deep Purple énekese, Ian Gillan alapított. Amikor a Gillan feloszlott, Gers a Gogmagoghoz csatlakozott, amelyet az Iron Maiden korábbi tagjai, Clive Burr és Paul Di’Anno alapítottak. Miután a rövid életű zenekar is feloszlott, az éppen szólókarrierbe kezdő Bruce Dickinson együtteséhez csatlakozott. Ugyanebben az évben csatlakozott a már említett Maidenhez, ahová Adrian Smith helyettesítésére hívták. Gers akkor is maradt az együttesben, amikor Smith visszatért.
Gers játékára legnagyobb hatással Ritchie Blackmore, Jeff Beck és egy ír blues-gitáros, Rory Gallagher voltak.
Érdekesség, hogy bár balkezes, a koncerteken jobb kézzel gitározik.
Felesége Sandra, akivel két közös gyermeke született, Sian és Dylan.

## Diszkográfia
White Spirit
- 1980: White Spirit

Gillan
- 1981: Double Trouble
- 1982: Magic

Gogmagog
- 1985: I Will Be There EP

Fish
- 1990: Vigil in a Wilderness of Mirrors

Bruce Dickinson
- 1990: Tattooed Millionaire
- 1991: Dive! Dive! Dive! (koncertvideó)

Ian Gillan
- 2006: Gillan's Inn

Iron Maiden
- 1990: No Prayer for the Dying
- 1992: Fear of the Dark
- 1995: The X Factor
- 1998: Virtual XI
- 2000: Brave New World
- 2003: Dance of Death
- 2006: A Matter of Life and Death
- 2010: The Final Frontier
- 2015: The Book of Souls
- 2021: Senjutsu

## Fordítás
Ez a szócikk részben vagy egészben  a   Janick Gers című angol Wikipédia-szócikk fordításán alapul.  Az eredeti cikk szerkesztőit annak laptörténete sorolja fel. Ez a jelzés csupán a megfogalmazás eredetét és a szerzői jogokat jelzi, nem szolgál a cikkben szereplő információk forrásmegjelöléseként.